# Hoplocharax goethei
Hoplocharax goethei är en fiskart som beskrevs av Géry, 1966. Hoplocharax goethei ingår i släktet Hoplocharax och familjen Characidae. Inga underarter finns listade i Catalogue of Life.